# Operación Tungsteno
Operación Tungsteno fue una redada aérea en la Segunda Guerra Mundial de la   Royal Navy dirigida hacia el acorazado alemán Tirpitz. La operación buscó averiar o destruir el Tirpitz en su base de Kaafjord en el norte lejano de Noruega antes de que pudiera llegar a ser plenamente operacional otra vez tras un periodo de reparaciones.
La decisión británica para dirigirse a Kaafjord estuvo motivado por temores de que el acorazado, tras incorporarse al servicio, atacara importantes convoyes estratégicos  que llevaban suministros a la Unión Soviética en lugar de las tropas en el Extremo Oriente por órdenes de Chruchil. Eliminando la amenaza planteada por el Tirpitz también dejaría los Aliados poder redistribuir los barcos capitales que tenían que ser mantenidos en el Mar del Norte para contrarrestarle. Después de cuatro meses de entrenamiento y preparaciones, la Flota de Casa Británica navegó el 30 de marzo de 1944 y las aeronaves partiendo de cinco portaaviones atacaron el Kaafjord el 3 de abril. El ataque fue muy sorpresa, y la aviación británica encontró poca oposición. Quince bombas impactaron en el acorazado, y el ametrallamiento conseguido por la aviación atacante causó importantes daños en sus tripulaciones de artillería. Cuatro aeronaves británicas y nueve aviadores se perdieron durante la operación.
El daño causado durante el ataque no fue suficiente para hundir o inutilizar el Tirpitz, aunque 122 miembros de su tripulación murieron y 316 fueron heridos. La Kriegsmarine alemana decidió reparar el acorazado, y los trabajos estuvieron completados a mediados de julio. Los británicos condujeron posteriores redadas contra el Tirpitz entre abril y agosto de 1944 con el fin de prolongar el periodo fuera de servicio, pero ninguna tuvo éxito. El Tirpitz  finalmente inutilizado y más tarde hundido por bombarderos pesados de la Fuerza de Aire Real (RAF) a final de 1944.

## Historia
La amenaza planteada por el Tirpitz tuvo una influencia importante en la estrategia naval británica durante la Segunda Guerra Mundial. Se creó una comisión para ello en febrero de 1941 y se completó personal entrenando más tarde ese año. Al mismo tiempo el alto mando Alemán decidió estacionar la guerra naval en Noruega; este despliegue tenía la pretensión para disuadir una invasión Aliada en Noruega y amenazar los convoyes qué regularmente navegaban a través del Mar Ártico hacia la Unión Soviética. Estos convoyes llevaban grandes cantidades de material de guerra desde puertos en el Reino Unido e Islandia, y eran frecuentemente atacado por la aviación alemana y unidades navales estacionaban en Noruega. El Tirpitz llegó a Noruega en enero de 1942 y operó en anclajes localizados en los fiordos. Mientras fue operacional los Aliados tuvieron que mantener una fuerza potente de barcos de guerra con la Flota Británica en guardia contra la posibilidad de una incursión en los convoyes Árticos, y los barcos capitales acompañaban a la mayoría de parte de los convoyes de camino a la Unión Soviética.
Los británicos atacaron el Tirpitz varias veces durante 1942 y 1943. Cuándo el acorazado salió para interceptar el Convoy PQ 12 el 6 de marzo de 1942 el HMS Victorious HMS Victorious, el cual formaba parte de la escolta del convoy, intentó atacarle usando bombardeo con torpedos. Estas aeronaves lanzaron veinte torpedos contra el acorazado pero todo fracasaron. En varias ocasiones durante 1942 y 1943 bombarderos de la Fuerza Aérea Real (RAF) y Fuerzas Aéreas Soviéticas intentaron destruir el Tirpitz en sus anclajes sin éxito. El 23 de septiembre de 1943 dos submarinos miniaturas británicos X-clase  tuvieron éxito al penetrar en las defensas alrededor del acorazado en su anclaje principal en Kaafjord en el norte de Noruega durante la Operación Source, y colocaron cargas explosivas bajo el agua. Este ataque causó un importante daño al Tirpitz, dejándolo fuera de servicio durante seis meses.
Reparaciones en el Tirpitz fueron llevadas a cabo utilizando instalaciones improvisadas en Kaafjord ya que fue considerado demasiado arriesgado mover el barco de guerra averiado a Alemania. En cambio, las tripulaciones de trabajo y equipamiento fueron embarcadas al fiordo desde puertos alemanes. En la noche de 10/11 de febrero de 1944, 15 aeronaves soviéticas atacaron el acorazado, pero no causaron ningún daño. El 17 de marzo, las reparaciones para el armamento del Tirpitz, su maquinaria y el casco del barco estuvieron completadas, aunque varias tareas de reparación menores quedaban pendientes. Durante el periodo en que el barco estuvo en reparación, Scharnhorst, el único acorazado alemán operacional restante, fue hundido el 26 de diciembre durante la Batalla del Cabo Del norte. Siguiendo este compromiso la Marina Real evitó desplegar acorazados para cubrir los convoyes que viajaban a y desde la Unión Soviética. En esta etapa de la guerra los Aliados también tuvieron muchos barcos de escolta antisubmarinos y escolta antiaérea disponibles, y pudieron de asignar fuerzas importantes para proteger todos los convoyes Árticos. Los submarinos alemanes operando en el Mar noruego fueron raramente capaces de eludir las escoltas de los convoyes, y pocos barcos mercantes daño sufrieron los ataques enemigos.
El Gobierno británico y Marina Real estuvieron preocupados sobre la amenaza que el Tirpitz planteó una vez que volvió a entrar en servicio. La inteligencia Aliada siguió el progreso de los trabajos en el acorazado usando las señales radiofónicas alemanas, vuelos de reconocimiento con  foto e informes de testigo presencial de agentes en Noruega. Se temió que el acorazado pudiera salir y atacar convoyes en el Mar noruego o el océano Atlántico, después que las reparaciones estuvieran completadas. La necesidad de guardarse contra esta posibilidad también ocuparía a la marina de guerra durante la invasión prevista de Francia. Como resultado de ello, se decidió a finales de 1943 hacer intentos posteriores para hundir el acorazado.
A pesar de las preocupaciones Aliadas, el Tirpitz planteó solo un peligro limitado a la Marina Aliada. Desde finales de 1943 el acorazado fue incapaz de salir al mar por la tripulación debido a la amenaza de ataques Aliados y escasez de combustible. Estas escaseces también significaron que los alemanes fueron incapaces de mover el acorazado haciéndolo más difícil de localizar y atacar.

## Preparaciones

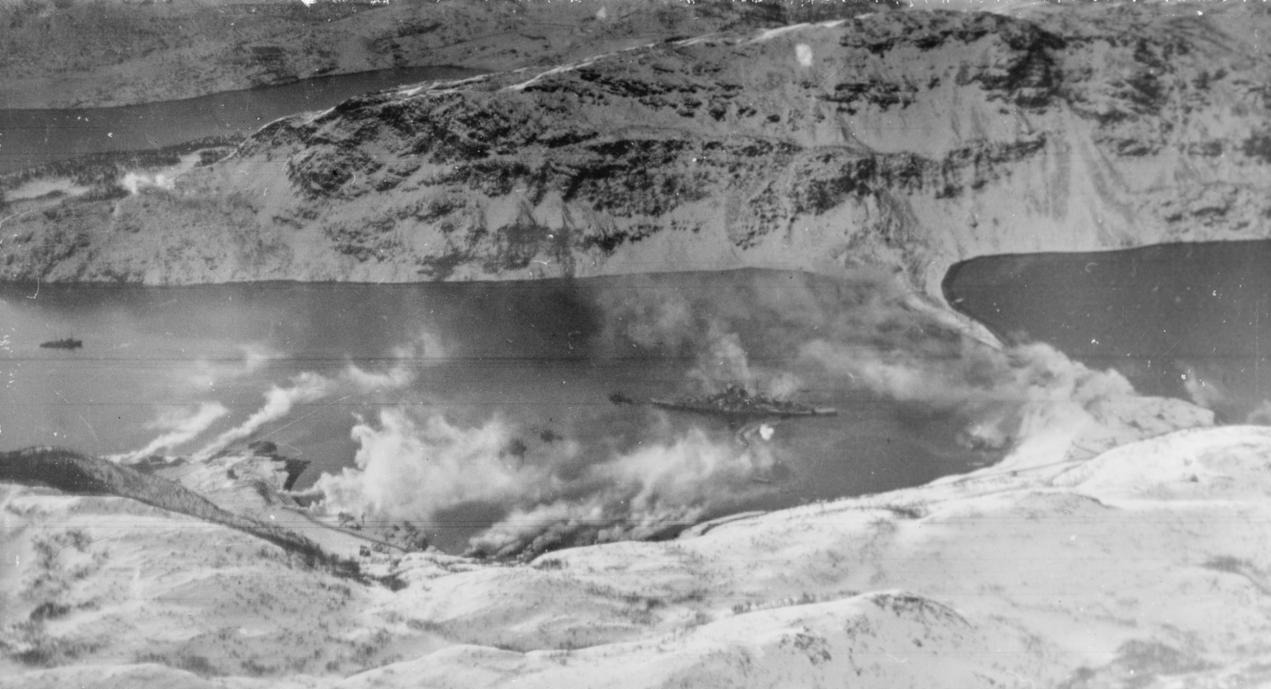
Fotografía de un reconocimiento aéreo Británico del Tirpitz amarrado en Kaafjord. Los generadores de humo artificiales en las orillas del fiordo no lo han sido todavía escondido.

Las opciones para atacar el Tirpitz en Kaafjord estuvieron limitadas. Otra incursión al submarino fue considerada impracticable por las  transmisiones radiofónicas interceptadas y los agentes de campo indicaron que los defensas submarinas del acorazado habían sido mejorados y las patrullas aéreas de reconocimiento de la región que habían sobrevolado la zona. El comandante del Command Bomber de la Fuerza Real Aérea, Mariscal Jefe del Aire Sir Arthur Harris, también rechazó intentar una redada de bombardeo pesado sobre el Tirpitz en las tierras del área donde el Kaafjord estaba próximo ya que el rango efectivo de ataque de esta aviación causaría demasiados damnificados. Después de que estos dos opciones estuvieron descartadas, la tarea estuvo asignada a los portaaviones de la Flota. En este momento los grandes portaaviones HMS Furious HMS Furious y Victoriosos y otros cuatro aerotransportes de escolta más pequeños estuvieron disponibles.
La preparación para la redada sobre el Kaafjord empezó en diciembre de 1943. El Vicealmirante Bruce Fraser, comandante de la Flota, no fue optimista sobre las perspectivas de éxito, y tuvo que ser persuadido para emprender la operación por el First Sea Lord Sir Andrew Cunningham. Fraser dio a su segundo en el mando, Vice Admiral Sir Henry Moore, la responsabilidad para planear y dirigir la redada. La operación fue inicialmente designada "Operacional Thrustful", pero fue más tarde renombrada "Operación Tungsteno". El ataque fue originalmente planificado para mediados de marzo de 1944, poco antes del momento en que la inteligencia Aliada creyó que el Tirpitz llegara a ser operativo. Aun así, fue retrasado por dos semanas mientras al Victoriosos se le instalaron radares nuevos. Los británicos consideraron cancelar la Operación Tungsteno en febrero mientras el Victorioso era también necesario en el océano Índico para contrarrestar un complejo ataque de la marina de guerra japonesa en Singapur. Para habilitar el ataque para proceder, la Marina de los Estados Unidos (Navy) acordó transferir temporalmente el USS Saratoga USS Saratoga a la Flota Oriental de modo que el Victorioso pudiera ser retenido en el Mar del Norte.
Los planes para la redada estuvieron centrados sobre dos ataques de bombardeo en picado por parte de la Fleet Fairey Air Arm de la aeronave Fairey Barracuda. Cada uno de los ataques iba a 21 Barracudas escoltados por 40 cazas; Vought F4U Corsairs volando desde el Victorious proporcionaría protección contra la aviación alemana mientras que Grumman F4F Wildcat y F6F Hellcats operando desde el  Furious y los portaaviones de escolta HMS Emperador, Pursuer y Searcher iban a bombardear las baterías antiaéreas cerca del Tirpitz, así como al mismo acorazado. Vuelos posteriores desde el Furious y el portaaviones de escolta HMS Fencer protegerían la flota contra el ataque por submarinos o aeronaves alemanes. Mientras el portaaviones careció  de una bomba capaz de penetrar el grueso de la armadura de un acorazado, Se esperaba que la recientemente desarrollada bomba de penetración de 1,600-libra (730 kg) fuera capaz de penetrar al menos la primera capa del Tirpitz si eran lanzadas desde una altitud de 3,500 pies (1,100 m) o más. El daño causado por tales bombas se esperaba suficiente para poner al acorazado fuera de servicio. Nueve Barracudas fueron armadas con bombas de 1,600 libras y otros 22 adicionales llevaban tres 500-libra bombas semi-penetrantes que eran capaces de penetrar las cubiertas superiores ligeramente protegidas del barco si caían desde alturas superiores a los 2,000 pies (610 m). Las restantes diez aeronaves serían armadas con bombas de propósito general de 500- y 600 libras y con bombas antisubmarino para causar daños entre la tripulación del acorazado y causar daño bajo el agua si explotaban en el agua cerca su casco. La aeronave llevando las bombas altamente explosivas eran para iniciar el bombardeo en picado del Tirpitz y se esperaba que estas bombas dejaran fuera de combate algunos de los cañones antiaéreos del acorazado antes del ataque principal comenzado.

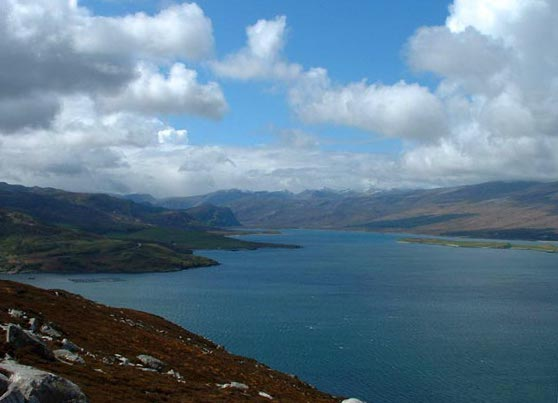
Loch Eriboll en Escocia fue utilizado para simular el Kaafjord durante ejercicios de entrenamiento

Las unidades de la Fleet Air Arm seleccionadas para la Operación Tungsteno tuvieron un intenso entrenamiento formación desde febrero de 1944. Una alta proporción de los aviadores era novatos, y el capitán del Victorious estimó que el 85 por ciento de la tripulación que embarcó en su barco no había operado anteriormente en mar. El programa de formación estuvo centrado en Loch Eriboll en Escocia del norte que, como el Kaafjord, estuba rodeada por cerros empinados. Volando desde RNAS Hatston en las Orkney Islas, el aviación practicó maniobras alrededor de este terreno para familiarizarse con las tácticas necesarias y evitar la artillería antiaérea alemana y atacar con éxito el ataque sobre el Tirpitz. La Royal trazó con inteligencia las defensas de Kaafjord para hacer la gama de ejercicios muy similar a las condiciones alrededor del Tirpitz cuando fuera posible, y la tripulación aérea fue extensamente informada en las ubicaciones de las posiciones alemanas. Un área del tamaño del acorazado fue también marcado en una isla en el centro del lago y repetidamente bombardeado.